# Jarry Singla

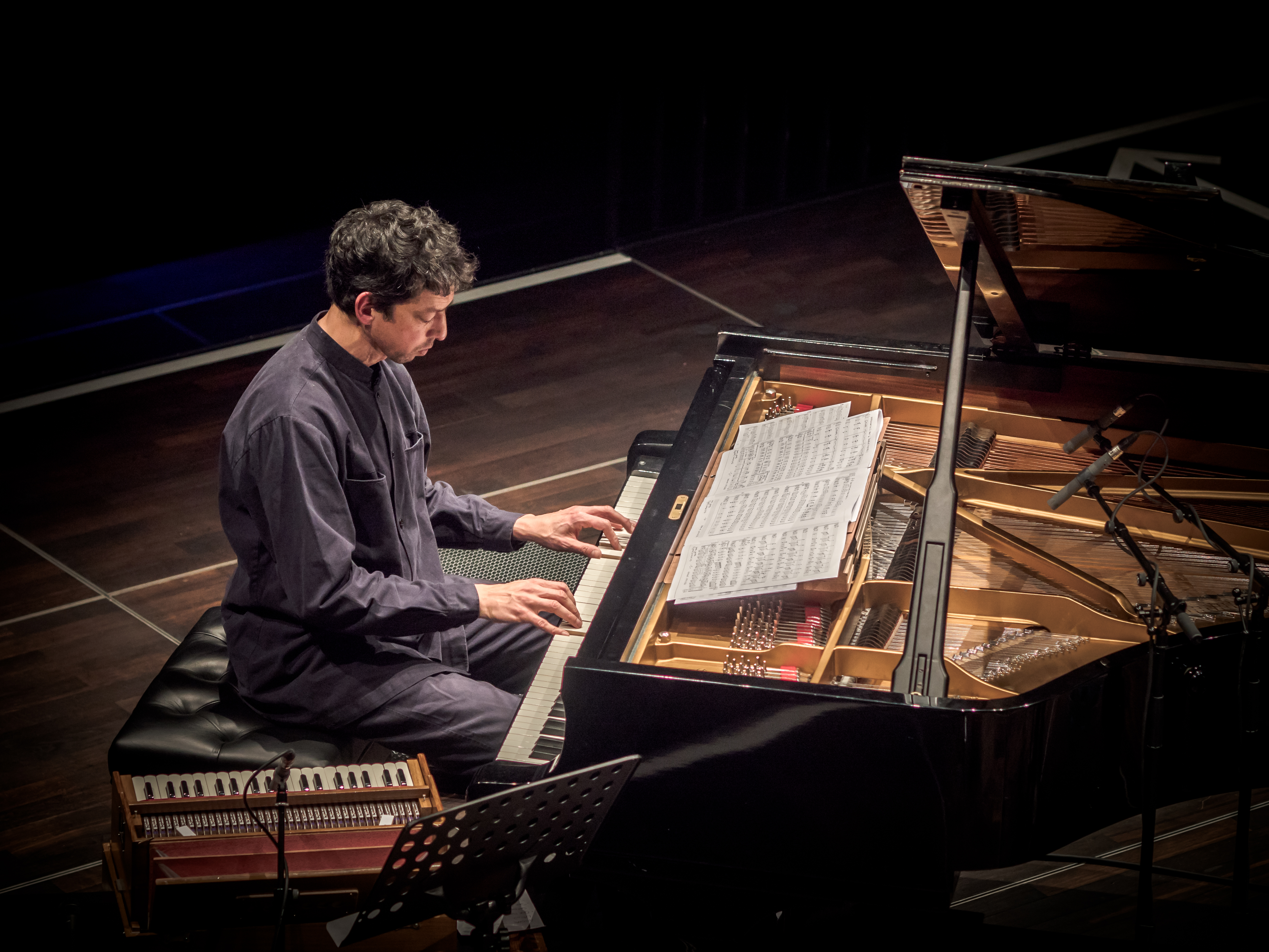
Jarry Singla (2018)

Jarry Singla (* um 1975) ist ein deutsch-indischer Jazzmusiker (Piano, Komposition).

## Leben und Wirken
Singla studierte in den 1990er Jahren an der Hochschule für Musik Köln sowie am New Yorker Mannes College of Music und am Banff Centre for the Arts bei John Taylor, Richie Beirach und Marc Johnson. Mit seinem Quartett „Blumenbein“ legte er drei Alben vor. Mehrjährige Aufenthalte in Mexiko-Stadt und New York führten zu Begegnungen mit Musikern aus aller Welt und einer großen Offenheit für die unterschiedlichsten Musikkulturen: Unter anderem arbeitete er mit Borderland, der Formation der ukrainischen Sängerin Mariana Sadovska, und mit Lagash, dem kammermusikalischen Quartett des irakischen Komponisten Saad Thamir, wo es zu Synthesen aus arabischer und westlicher Musik kommt.
In seinem Trio Eastern Flowers arbeitet Singla seit 2009 gemeinsam mit dem deutsch-indischen Bassisten Christian Ramond und dem südindischen Perkussionisten Ramesh Shotham an der Schnittstelle zwischen europäischem Jazz und indischer Musik. 2013 ging Singla mit einem Stipendium für sechs Monate nach Mumbai, um dort auf musikalische Spurensuche zu gehen und Musikern zu begegnen. Als Ergebnis entstand das Mumbai Project, bei dem das Trio Eastern Flowers seit 2014 um drei Virtuosen der nordindischen klassischen Musik erweitert wird. Dabei entsteht eine Musik im Spektrum „zwischen halsbrecherischer rhythmischer Rasanz und kontemplativer Klangversenkung“. Im Herbst 2017 trat dieses Sextett gemeinsam mit der hr-Bigband auf.
Seit 2013 ist er zudem im Trio WEI3 mit dem polnischen Kontrabassisten Maciej Garbowski und dem französischen Schlagzeuger Peter Orins tätig. Daneben besteht das Duo Shatabdi mit dem Saxophonisten Johannes Lemke. Auch gehört er zu Markus Stockhausens Ensemble Eternal Voyage (Eternal Voyage/Live, 2018).

## Preise und Auszeichnungen
Mit der Gruppe Borderland gewann Singla 2006 den Creole – Global Music Contest.

## Diskographische Hinweise
- Blumenbein (JazzHausMusik 1999, mit Julian Argüelles, Volker Heinze, Peter Kahlenborn)
- Blumenbein Planetarium (Shaa-Music 2003, mit Julian Argüelles, Christian Ramond, Peter Kahlenborn)[4]
- Eastern Flowers Mineralle (Jazzsick 2013, mit Christian Ramond, Ramesh Shotham)[5]
- Mumbai Project (Double Moon Records 2016, mit Christian Ramond, Ramesh Shotham, Sanjeev Chimmalgi, Pratik Shrivastav, Vinayak Netke)[2]
- WEI3 Kaliko (Circum Disc 2016)[6]
- Jarry Singla Eastern Flowers Tendu (Jazzsick 2020)[7]